# Йоан XIII Глика
Иоан XIII Глика (на гръцки: Ιωάννης ΙΓ΄ Γλυκύς) – патриарх на Константинопол от 12 май 1315 до 11 май 1319.

## Биография
Роден е около 1260 година. Преди да бъде избран за патриарх, Йоан Глика заема важни светски длъжности в бюрократичния апарат на империята. Между 1282 – 1295/1296 той е препозит за молбите (ὁ ἐπὶ τῶν δεήσεων, епи тон деисеон) и през 1294 г. придружава Теодор Метохит в Кипър и Армения в търсене на подходяща съпруга за император Михаил IX Палеолог и съставя подробен доклад за мисията си, който не е запазен. След това заема поста логотет на дрома, на който го заварва избирането му за патриарх през 1315 г. По това време Йоан е женен и вече има няколко деца, поради което трябвало да се раздели със съпругата си, която е изпратена в манастир. Четири години по-късно Йоан III е принуден да се оттегли от патриаршеския престол поради влошеното си здраве. Завършва живота си в константинополския манастир Кириотиса.
Йоан XIII е бил изключително ерудиран човек, вещ в светските и църковните науки, деен писател и преподавател. Негов възпитаник е Никифор Григора, а най-значимото му съчинение е един трактат за чистотата на гръцкия език, носещ заглавието Περί ορθότητος συντάξεως. Автор е и на един енкомион за Константинопол, чийто текст не е съхранен. Освен това прави преписи на множество ръкописи.